# Текстура небулітова

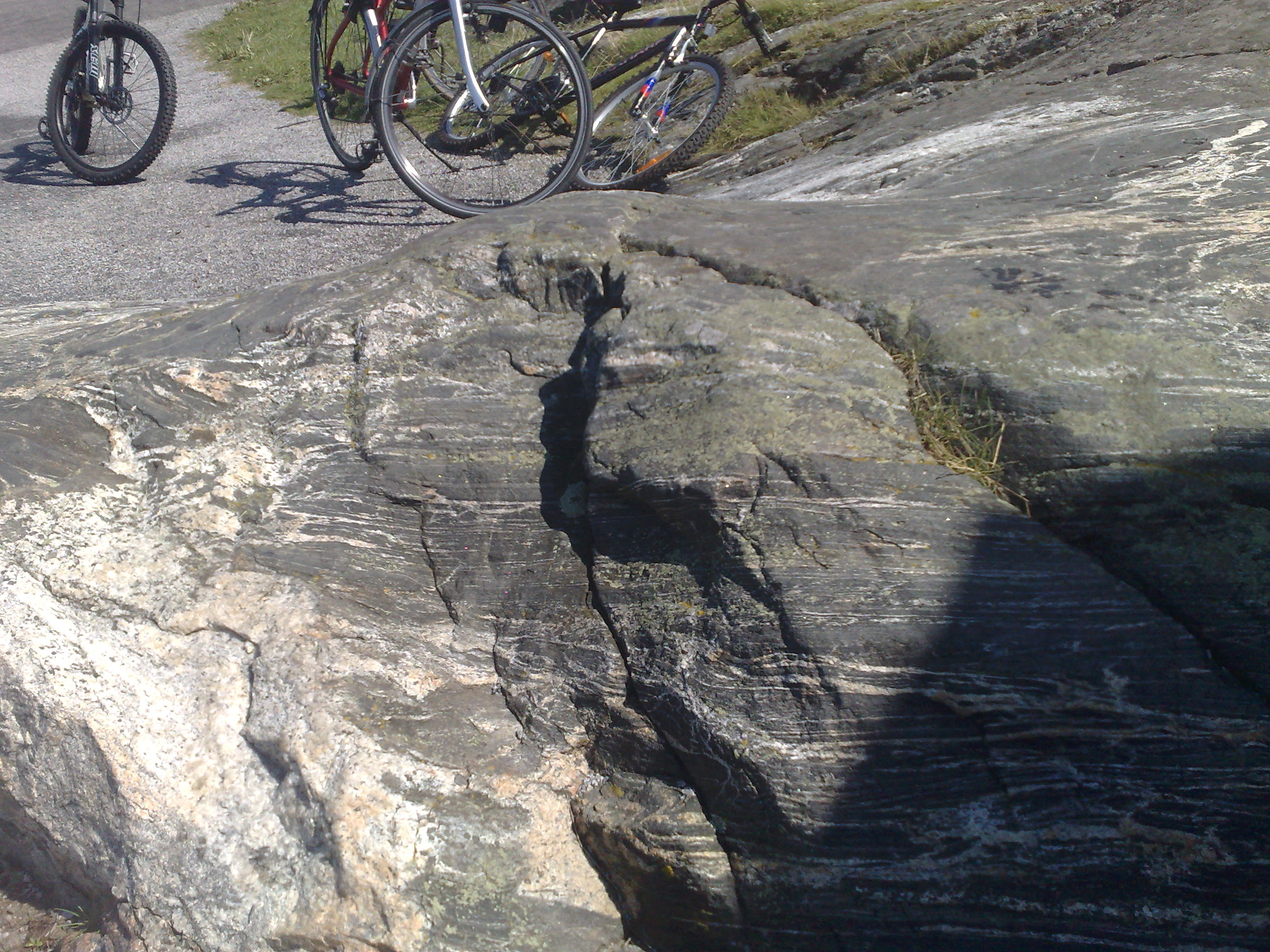
Мігматит.

Текстура небулітова – різновид текстури гірських порід. Характеризується нерівномірним розподілом в гірській породі (мігматиті) розчиненого древнього компонента тільки у вигляді хмаристих або туманних скупчень.